# Magic City
Cet article concerne une série télévisée américaine. Pour le parc d'attractions et bal travesti parisien disparu, voir Magic City (Paris).
Magic City est une série télévisée américaine en seize épisodes de 50 minutes créée par Mitch Glazer et diffusée entre le 30 mars 2012 et le 9 août 2013 sur la chaîne Starz aux États-Unis et sur Super Channel au Canada.
En France, la série est diffusée à partir du 4 décembre 2012 sur OCS Max. En Suisse, la saison 1 a été diffusée du 12 août au 2 septembre 2013 sur RTS Un; la saison 2 a été diffusée du 30 juin au 21 juillet 2014, toujours sur RTS Un. La série reste inédite dans les autres pays francophones. Le 5 août 2013, la série a été annulée.

## Synopsis
Miami en 1959, la série se concentre sur les événements de l'impresario Ike Evans, et sa famille, propriétaires d'un hôtel de luxe, le Miramar Playa. Pour financer son hôtel flashy, Evans a été contraint de se plier à un mafieux, Ben Diamond, qui peut assurer le succès de sa création. Meurtres, prostitution, jeux illégaux et argent sale, entrent alors dans la danse à son plus grand regret. Alors que son monde est en danger et menace de s'effondrer à tout moment, Evans doit se battre pour défendre son hôtel et sa famille.

## Distribution

### Acteurs principaux
- Jeffrey Dean Morgan (VF : Patrick Floersheim) : Isaac « Ike » Evans
- Olga Kurylenko (VF : Audrey Sablé) : Vera Evans
- Steven Strait (VF : Thomas Roditi) : Steven « Stevie » Evans
- Jessica Marais (VF : Sybille Tureau) : Lily Diamond
- Christian Cooke (VF : Juan Llorca) : Daniel « Danny » Evans
- Elena Satine (VF : Céline Ronté) : Judi Silver
- Dominik García-Lorido (VF : Julie Jacovella) : Mercedes Lazaro
- Taylor Blackwell (VF : Leslie Lipkins) : Lauren Evans
- Danny Huston (VF : Gabriel Le Doze) : Ben « The Butcher » Diamond

Photos des acteurs principaux
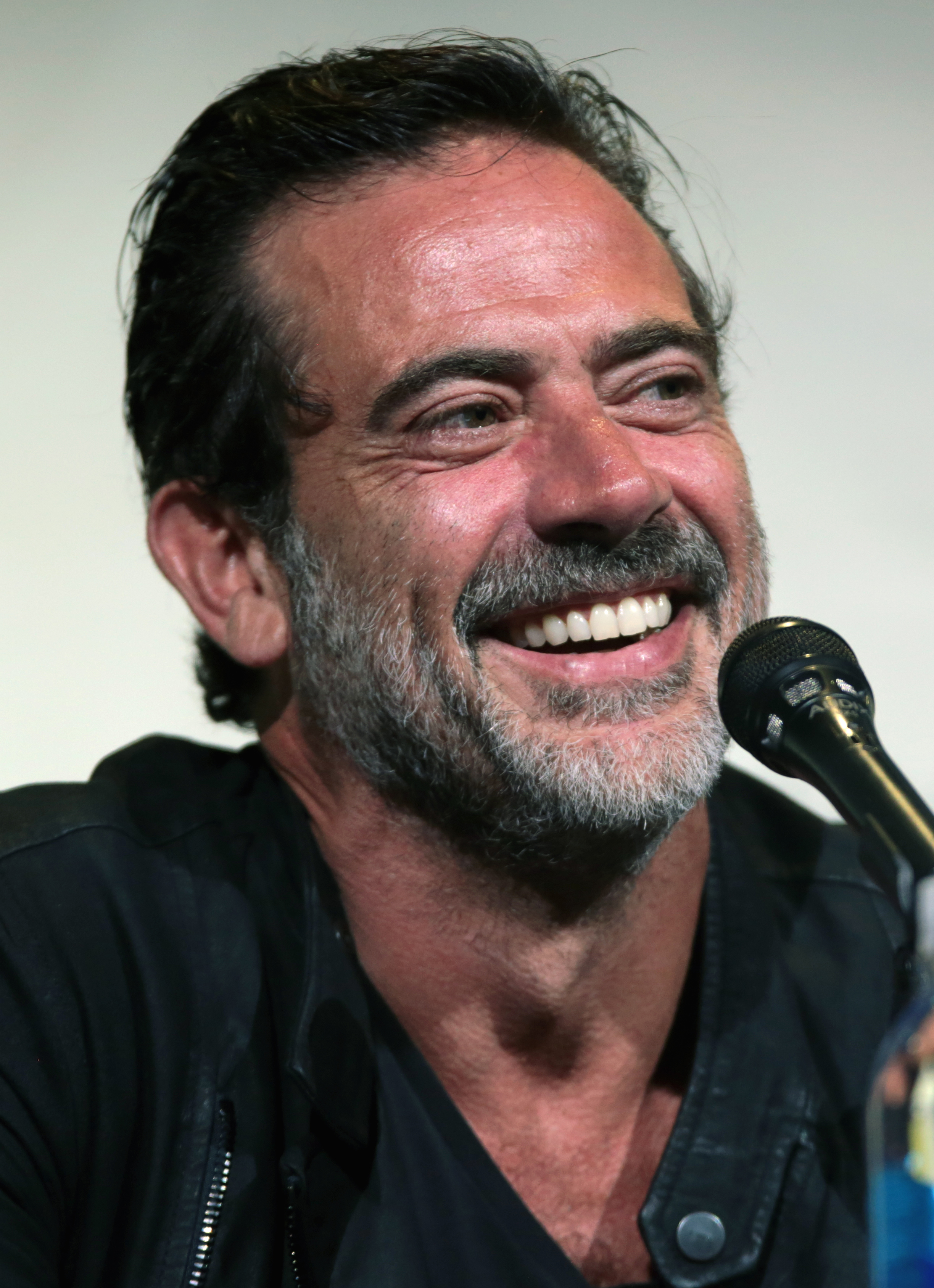
Jeffrey Dean Morgan interprète Isaac "Ike" Evans.
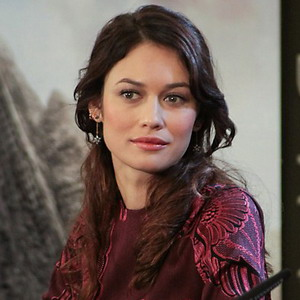
Olga Kurylenko interprète Vera Evans.
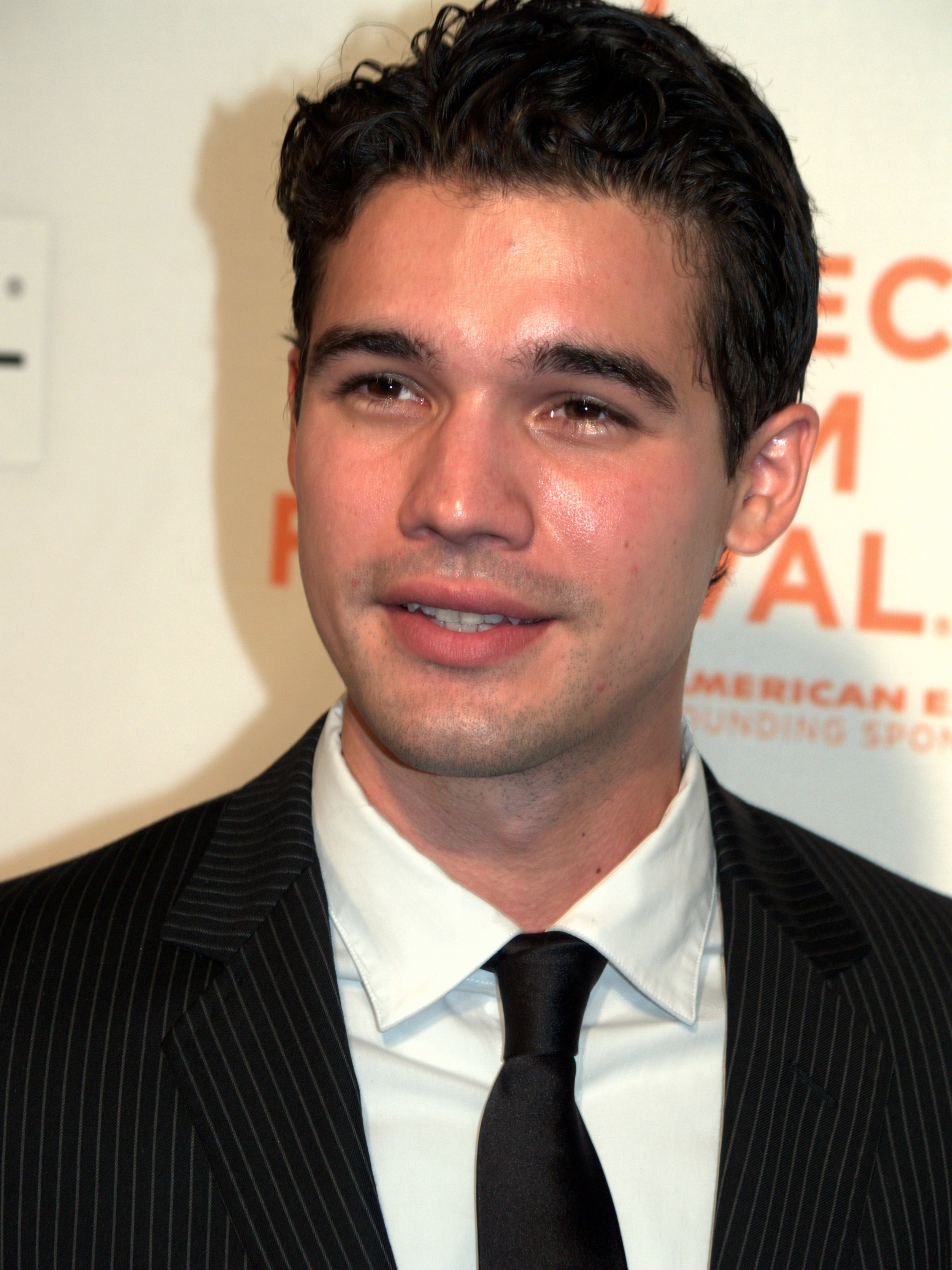
Steven Strait interprète Steven "Stevie" Evans.
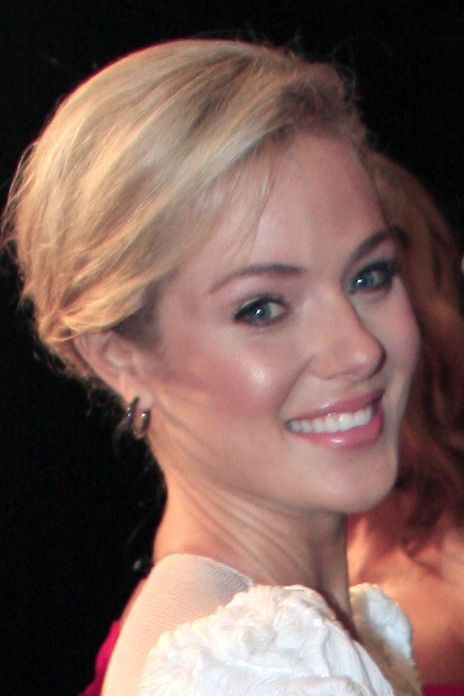
Jessica Marais interprète Lily Diamond.
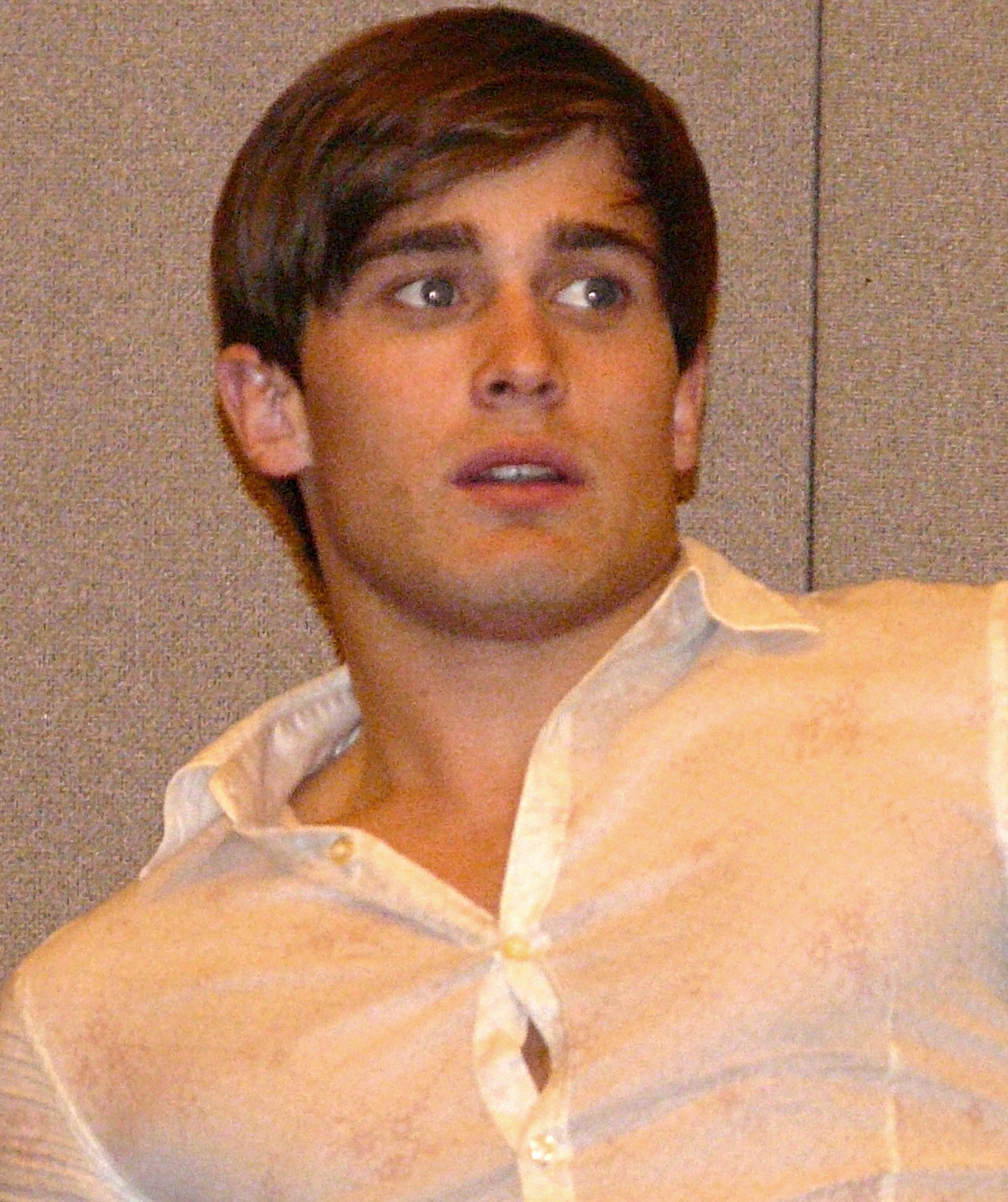
Christian Cooke interprète Daniel "Danny" Evans.
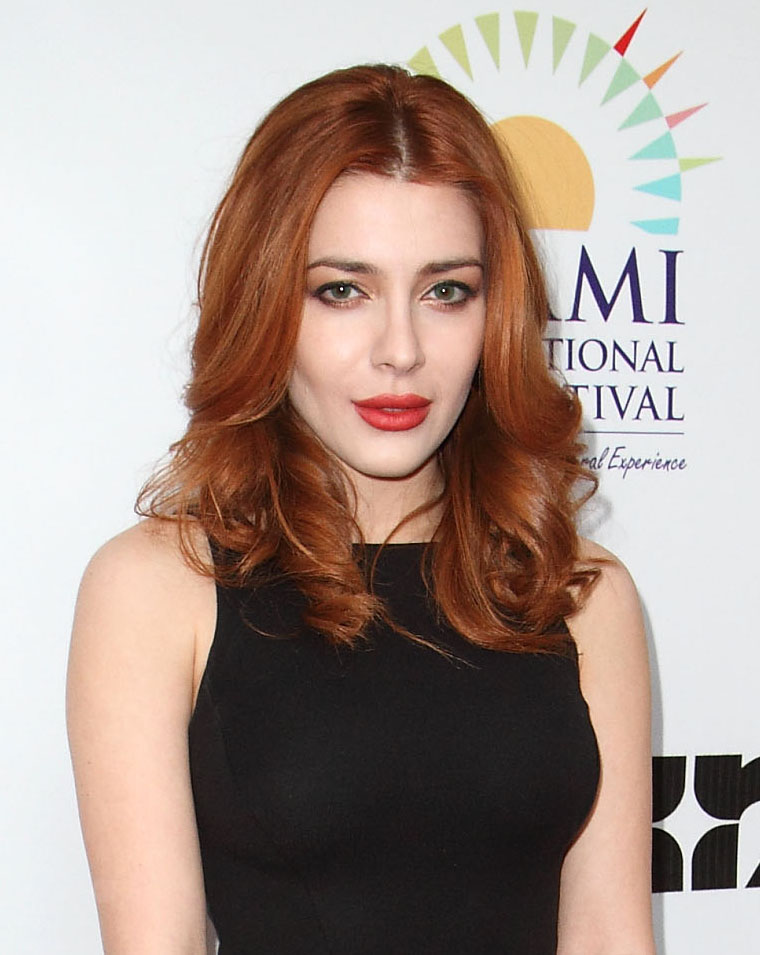
Elena Satine interprète Judi Silver.
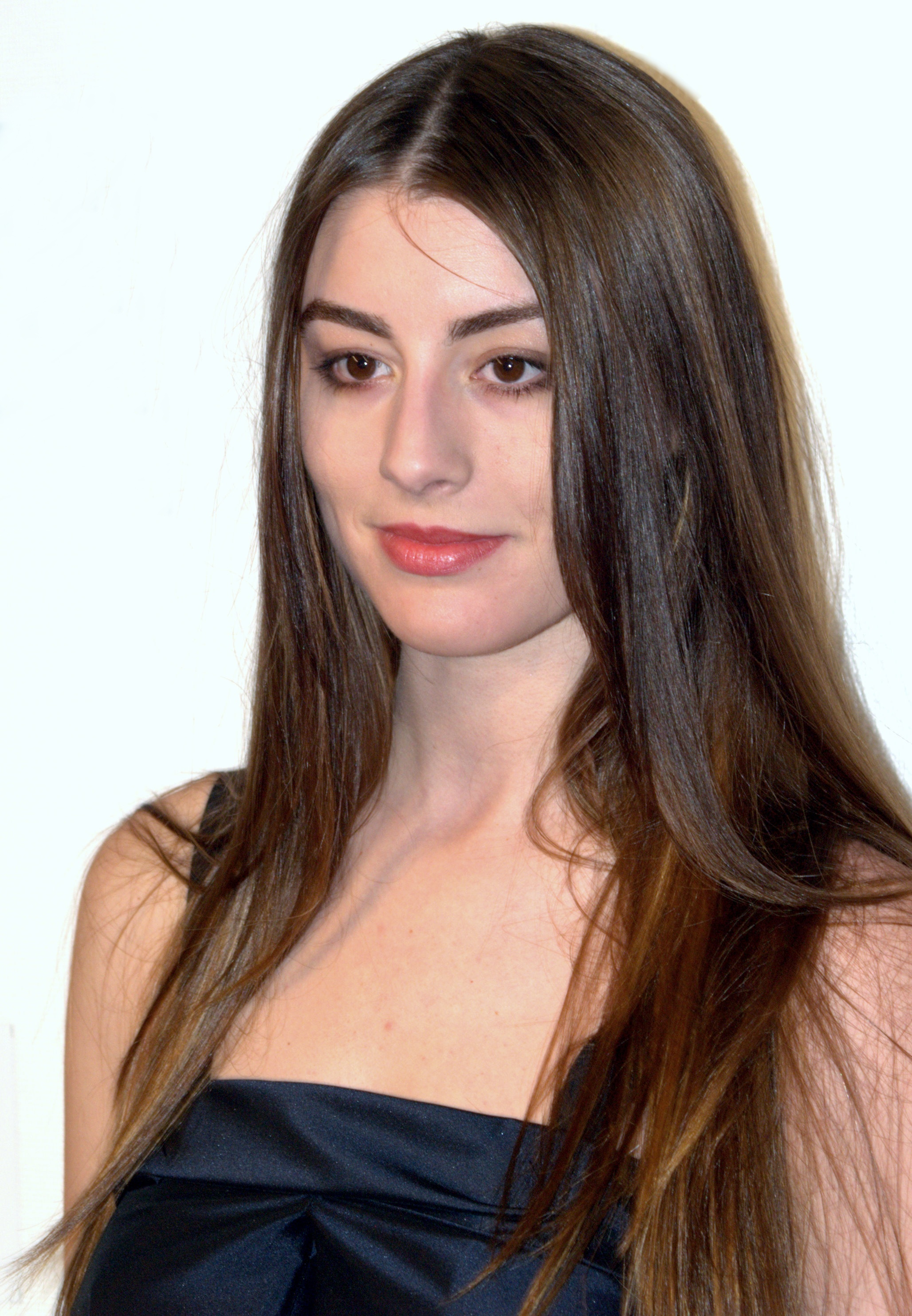
Dominik Garcia-Lorido interprète Mercedes Lazaro.
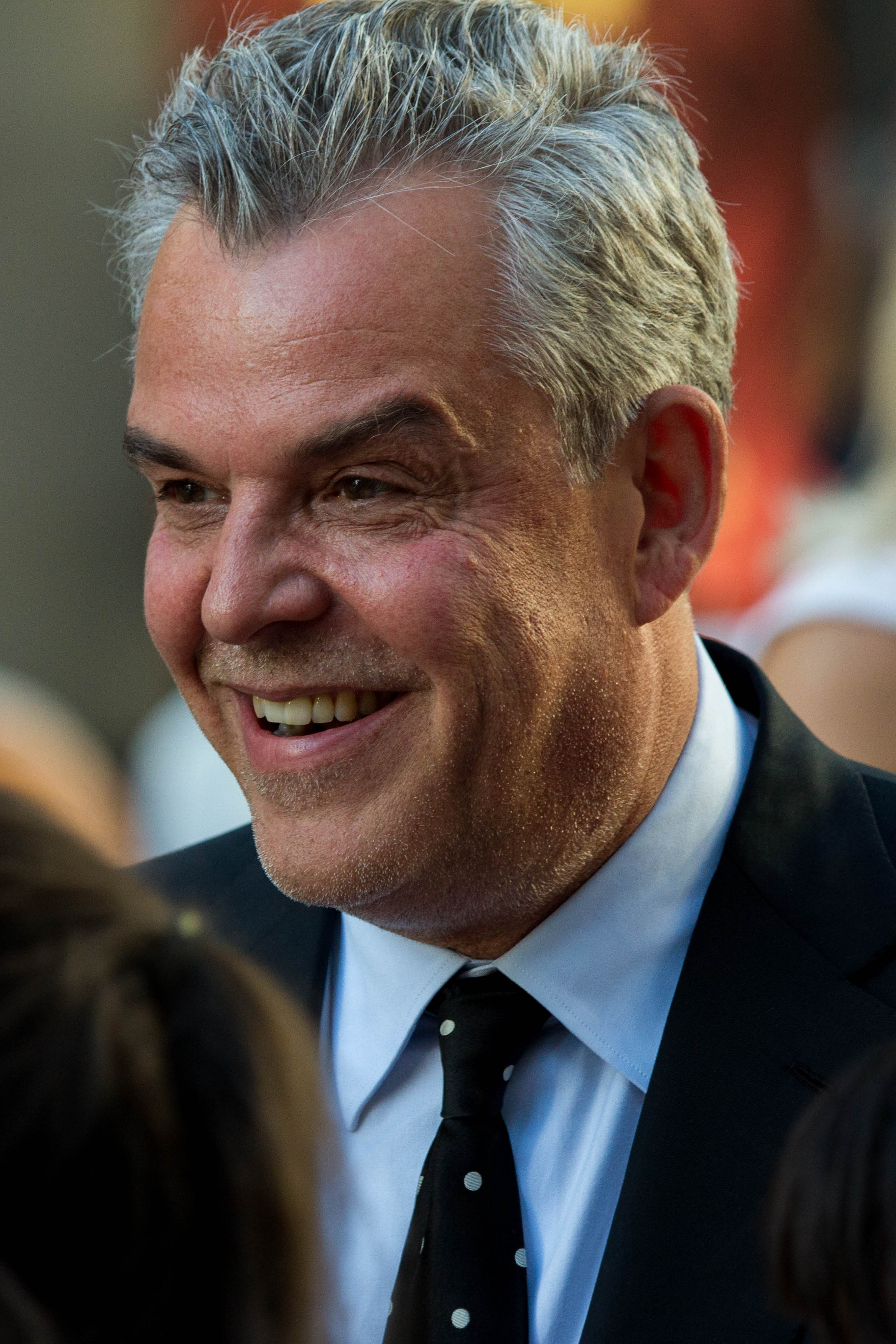
Danny Huston interprète Ben "The Butcher" Diamond.

### Acteurs récurrents
Saison 1
- Todd Allen Durkin (VF : Emmanuel Gradi) : Doug Feehan
- Karen-Eileen Gordon (VF : Michèle Buzynski) : Florence
- Yul Vazquez (VF : Philippe Peythieu) : Victor Lazaro
- Chad Gall (VF : Stéphane Miquel) : Ethan Bell
- Michael Rispoli (VF : Michel Mella) : Bel Jaffe
- Bradford Tatum (VF : Jean-Marc Charrier) : Dandy Al Haas
- John Cenatiempo (it) (VF : Renaud Marx) : Vincent Lamb
- Kelly Lynch (VF : Marjorie Frantz) : Meg Bannock
- Alex Rocco (VF : Michel Ruhl) : Arthur Evans
- Karen Garcia (VF : Denise Metmer) : Inez
- Ricky Waugh (VF : Laurent Maurel) : Barry « Cuda » Lansman
- Taylor Anthony Miller (VF : Simon Koukissa) : Ray-Ray Mathis
- Willa Ford (VF : Christèle Billault) : Janice Michaels
- Michael Beasley (VF : Gilles Morvan) : Grady James
- Matt Ross (VF : Frédéric Popovic) : Jack Klein
- Andrew Bowen (VF : Sébastien Finck) : Dave Donahue
- Carla Bianchi (VF : Laurence Charpentier) : Peggy Reef
- Catalina Rodriguez (VF : Aurore Bonjour) : Theresa
- Stan Carp (VF : Michel Muller) : Al Strauss
- Brett Rice (VF : Richard Leblond) : le sénateur Ned Sloat
- Tom Degnan (VF : Loïc Houdré) : Pierce Fuller
- Avi Hoffman (VF : Michel Laroussi) : Sid Raskin
- John Manzelli (VF : Mathieu Uhl) : Phil Weiss
- Gregg Weiner (VF : Éric Aubrahn) : Phil Weiss
- William Marquez (VF : Diego Asencio) : Cesar
- Garrett Kruithof : Roy Stout
- Leland Orser : Mike Strauss
- Shelby Fenner : Myrnna

Saison 2
- Sherilyn Fenn (VF : Michèle Lituac) : Mme Renee
- Esai Morales (VF : Bruno Paviot) : Carlos « El Tiburon » Ruiz
- James Caan (VF : José Luccioni) : Sy Berman
- Jamie Harris (VF : Laurent Morteau) : Nicky Grillo
- Shalim Ortiz (VF : Laurent Maurel) : Antonio Rivas
- Anthony DeSando (VF : Sébastien Desjours) : Eddie Rivas

- Version française
  - Société de doublage : Mediadub International[6]
  - Direction artistique : Magali Barney[6]
  - Adaptation des dialogues : Lionel Deschoux, Chantal Carrière et Francine Aubert[6]

Source VF : Doublage Séries Database

## Épisodes

### Première saison (2012)
1. L'année du requin (The Year of the Fin)
2. Avis de tempête (Freeding Frenzy)
3. Des châteaux de sable (Castles Made of Sand)
4. Expiation (Atonement)
5. Le suicide d'une blonde (Suicide Blonde)
6. Plus dure sera la chute (The Harder They Fall)
7. Entre le marteau et l'enclume (Who's the Horse and Who's the Rider?)
8. Contre vents et marées (Time and Tide)

### Deuxième saison (2013)
Le 20 mars 2012, Starz a renouvelé la série pour une deuxième saison de 8 épisodes diffusée depuis le 14 juin 2013.
1. Crime et châtiment (Crime and Punishment)
2. Les anges de la mort (Angels of Death)
3. S'adapter ou mourir (Adapt or Die)
4. La croisée des chemins (Crossroads)
5. Un monde qui change (World in Changes)
6. Désaccords majeurs (Sitting on Top of the World)
7. ... Et tes ennemis, encore plus près (.. And Your Enemies Closer)
8. Les péchés du père (The Sins of the Father)

## Accueil

### Critiques
Aux États-Unis, Metacritic crédite la saison 1 de 56⁄100 d'opinions positives et de 64⁄100 pour la saison 2 tandis que Rotten Tomatoes lui attribue un score de 53 % et 60 % respectivement pour les saisons 1 et 2.
En France, pour Télérama Magic City est sans doute le plus convaincant des avatars de la mode du néo-rétro lancée par Mad Men. "Il n'a pas la classe des aventures de Don Draper, ni l'ampleur de Boardwalk Empire, mais il bénéficie d'une reconstitution historique soignée, reprenant élégamment les codes esthétiques des films de l'époque, et d'une intrigue assez efficace pour qu'on s'y laisse prendre."

### Audiences

#### Aux États-Unis
L'audience moyenne par épisode lors de leur première diffusion est de 416 125 téléspectateurs lors de la saison 1 et de 459 250 lors de la saison 2.
| Saison | Nombre d’épisodes | Diffusion originale | Diffusion originale | Diffusion originale | Diffusion originale            |
| Saison | Nombre d’épisodes | Années              | Début de saison     | Fin de saison       | Audience moyenne (en millions) |
| ------ | ----------------- | ------------------- | ------------------- | ------------------- | ------------------------------ |
| 1      | 8                 | 2012                | 30 mars 2012        | 1er juin 2012       | 0,41                           |
| 2      | 8                 | 2013                | 14 juin 2013        | 9 août 2013         | 0,45                           |

## Distinctions

### Nominations
- 70e cérémonie des Golden Globes :
  - Meilleur acteur dans un second rôle dans une série, une mini-série ou un téléfilm pour Danny Huston
- 34e cérémonie des Young Artist Awards :
  - Meilleure actrice dans un second rôle dans une série pour Taylor Blackwell